# Cipriano José Veloso
Filho de José Joaquim Vellozo, era natural da província da Bahia, onde nasceu em 1797. Na grafia original, seu nome se escreve Cypriano José Vellozo. Matriculou-se, em 1819, na Faculdade de Leis da Universidade de Coimbra, onde recebeu o grau de Bacharel em carta de 22 de junho de 1824.Regressando ao Brasil, foi nomeado, por D. Pedro I, Ouvidor da comarca do Rio Grande do Norte, em decreto de 19 de outubro de 1824; obteve a nomeação de Provedor da Fazenda dos Defuntos e Ausentes, Resíduos e Capelas, em alvará de 8 de março de 1827.
Foi nomeado Desembargador da Relação do Maranhão, em decreto de 12 de outubro de 1827; continuou pertencendo à mesma Relação, conforme determinou a portaria de 14 de março de 1833. Havendo sido criado, em Decreto nº 1.597, de 1º de maio de 1855, um Tribunal de Comércio na província do Maranhão, D. Pedro II, em decreto de 22 de junho desse ano, resolveu nomear Cypriano Vellozo para Presidente do mesmo tribunal.
Foi nomeado Ministro do Supremo Tribunal de Justiça (STJ), em decreto de 25 de setembro de 1857, preenchendo a vaga ocorrida com o falecimento de Francisco José Alves Carneiro; tomou posse a 19 de dezembro do mesmo ano. Foi agraciado com o foro de Fidalgo Cavaleiro, em decreto de 9 de junho de 1857, e comenda da Ordem de Cristo, em decreto de 29 de setembro de 1859. Faleceu no Rio de Janeiro, a 16 de agosto de 1861, sendo sepultado no Cemitério de São João Batista.
1. ↑  STJ - Biografia dos Ministros - consulta em 21/08/2024 https://portal.stf.jus.br/ostf/ministros/verMinistro.asp?periodo=STJ&id=294